# Jane Short
Florence Jane Short (también conocida como Rachel Peace) (25 de abril de 1881 - 1932) fue una feminista y sufragista británica, encarcelada y alimentada a la fuerza.

## Biografía
Florence Jane Short nació en 1881 en Lewisham, hija de Mary Brown  y Samuel Henry Short (1850–1924), entonces un trabajador. En 1901, su padre era tendero de la Junta Metropolitana de Obras, mientras que Jane Short figura como maquinista de camisas. En 1911 fue masajista y bordadora en Letchworth, Hertfordshire.

## Activismo sufragista

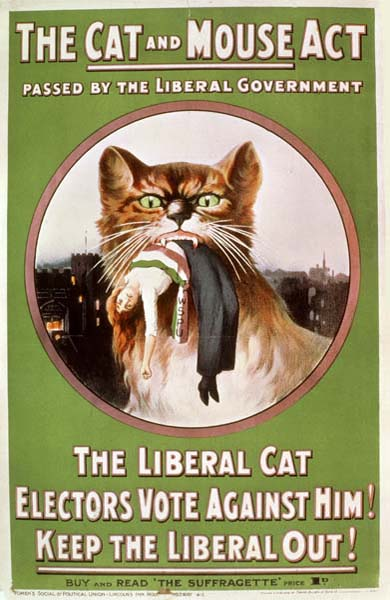
Cartel de la Ley del Gato y el Ratón

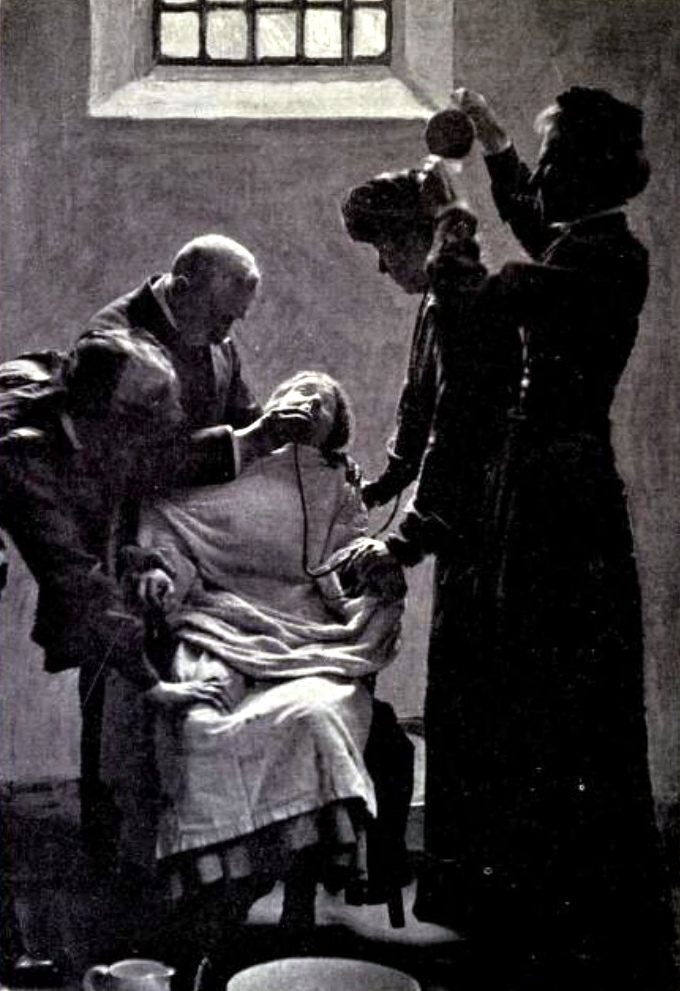
Alimentación forzada

Fue arrestada por unirse al activismo sufragista en Downing Street, en noviembre de 1911; en julio de 1912 por romper ventanas en las oficinas de correos de Baldock y Hitchin y nuevamente por romper ventanas en agentes inmobiliarios en Pall Mall en febrero de 1913. 
Luego, el 4 de octubre de 1913, Short fue arrestada junto a Mary Richardson cerca de la escena del incendio de una mansión (bajo el nombre de "Rachel Peace"). En la casa 'The Elms', ubicada en Hampton, se encontró evidencia de inflamables y una copia de la publicación de The Suffragette. Habían sido atrapadas por la policía en las primeras horas del día, y como Mary estaba fuera de prisión bajo la Ley de gatos y ratones, la ley de prisioneros (alta temporal por mala salud) de 1913 para recuperarse, pero con licencia para volver a servir el resto de su sentencia original, ambas fueron arrestadas por incendio provocado, pero se negaron a identificarse. En su juicio, se les informó que si estaban en huelga de hambre, serían alimentadas a la fuerza si era necesario, pero no debían ser liberadas en virtud de la Ley, debido a su comportamiento peligroso anterior. Short lideró su propia defensa contra la crueldad de la alimentación forzada y su impacto en la salud de las mujeres, y luego la audiencia de mujeres se levantó y arrojó tomates y un martillo a las ventanas y a los funcionarios de la corte. El tribunal fue absuelto mientras que 'Rachel Peace' fue sentenciada a 18 meses con trabajos forzados.
Sufrió terriblemente mientras cumplía su sentencia de prisión y soportó la alimentación forzada tres veces al día, lo que la hizo "perder la razón". Al salir de prisión, pasó el resto de su vida entrando y saliendo de varios asilos mentales a expensas de Lady Constance Bulwer-Lytton.